# Stora Källskär

Stora Källskär eller Källskär är en ö i Tryserums socken, Valdemarsviks kommun, i Kvädöfjärden vid Valdemarsvikens mynning. Ön har en yta på 8,4 hektar.
Ön utnyttjades tidigare som säsongsfiskeläge, men fick 1742 bofast befolkning när två bröder med sina familjer slog sig ned här. Fram till 1950-talet hölls kor på ön. 1962 fick Stora Källskär elektricitet. Två öbor drunknade 1971 på väg hem i båt från marknaden i Valdemarsvik. 2012 fanns en fastboende på ön. Bebyggelsen härrör huvudsakligen från 1800-talet, 1966 spelades filmen Skrållan, Ruskprick och Knorrhane in på ön.